# Rue Daguerre
Koordinaten: 48° 50′ N, 2° 20′ O
Die Rue Daguerre ist eine 630 Meter lange und 15 Meter breite Straße im 14. Arrondissement von Paris.

## Lage

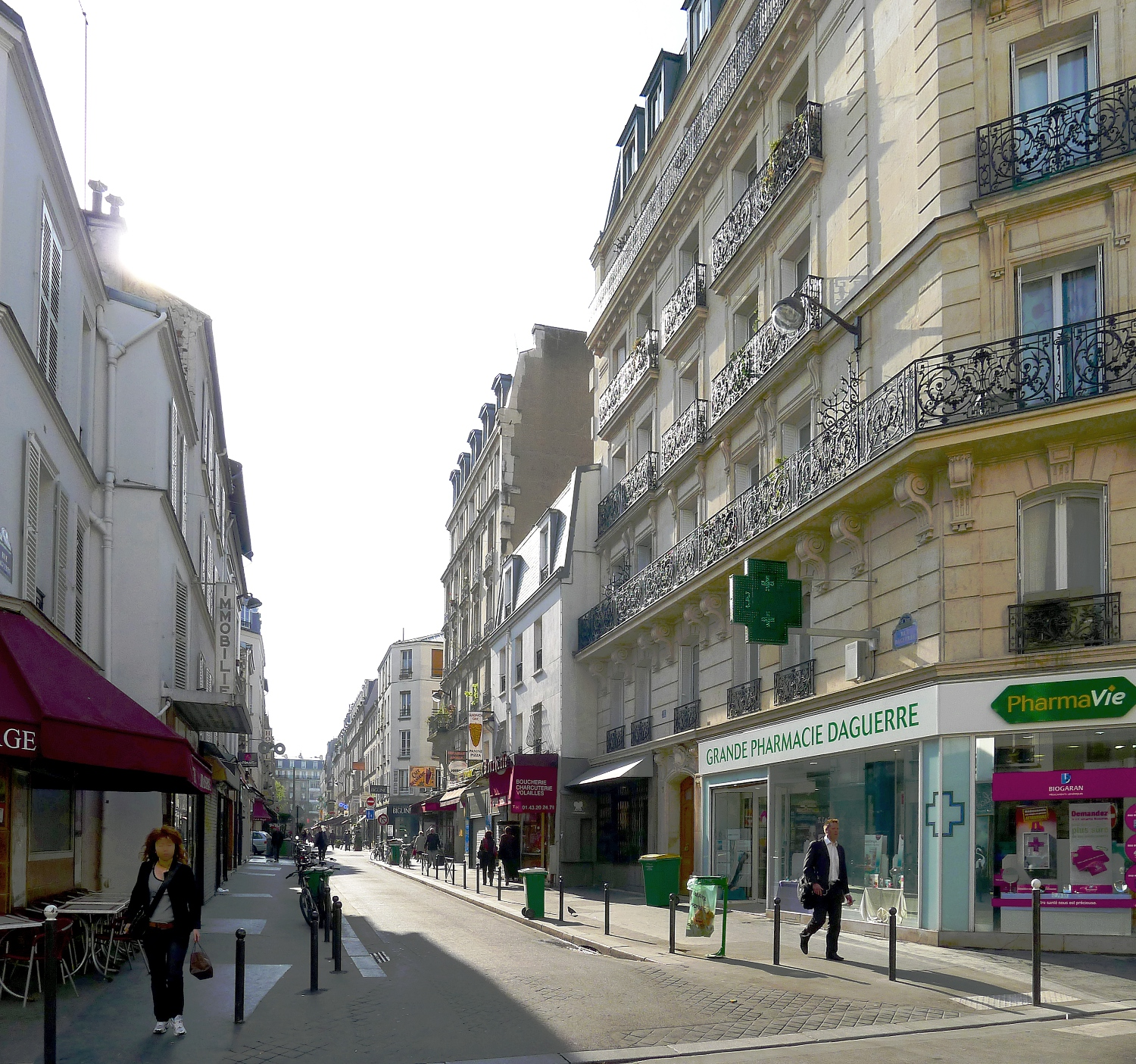
Rue Daguerre in Richtung Avenue du Général-Leclerc

Die Rue Daguerre befindet sich am Schnittpunkt der Quartiers Montparnasse (im Norden), Petit-Montrouge (im Südosten) und Plaisance (im Südwesten). Sie liegt in unmittelbarer Nähe des nur einen Block weiter nördlich parallel verlaufenden Cimetière Montparnasse sowie der Katakomben von Paris, deren Eingang sich an der Place Denfert-Rochereau, nur etwa hundert Meter nördlich des Anfangs der Rue Daguerre, befindet. Auch der Tour Montparnasse und der Gare Montparnasse befinden sich in unmittelbarer Umgebung.

## Namensursprung

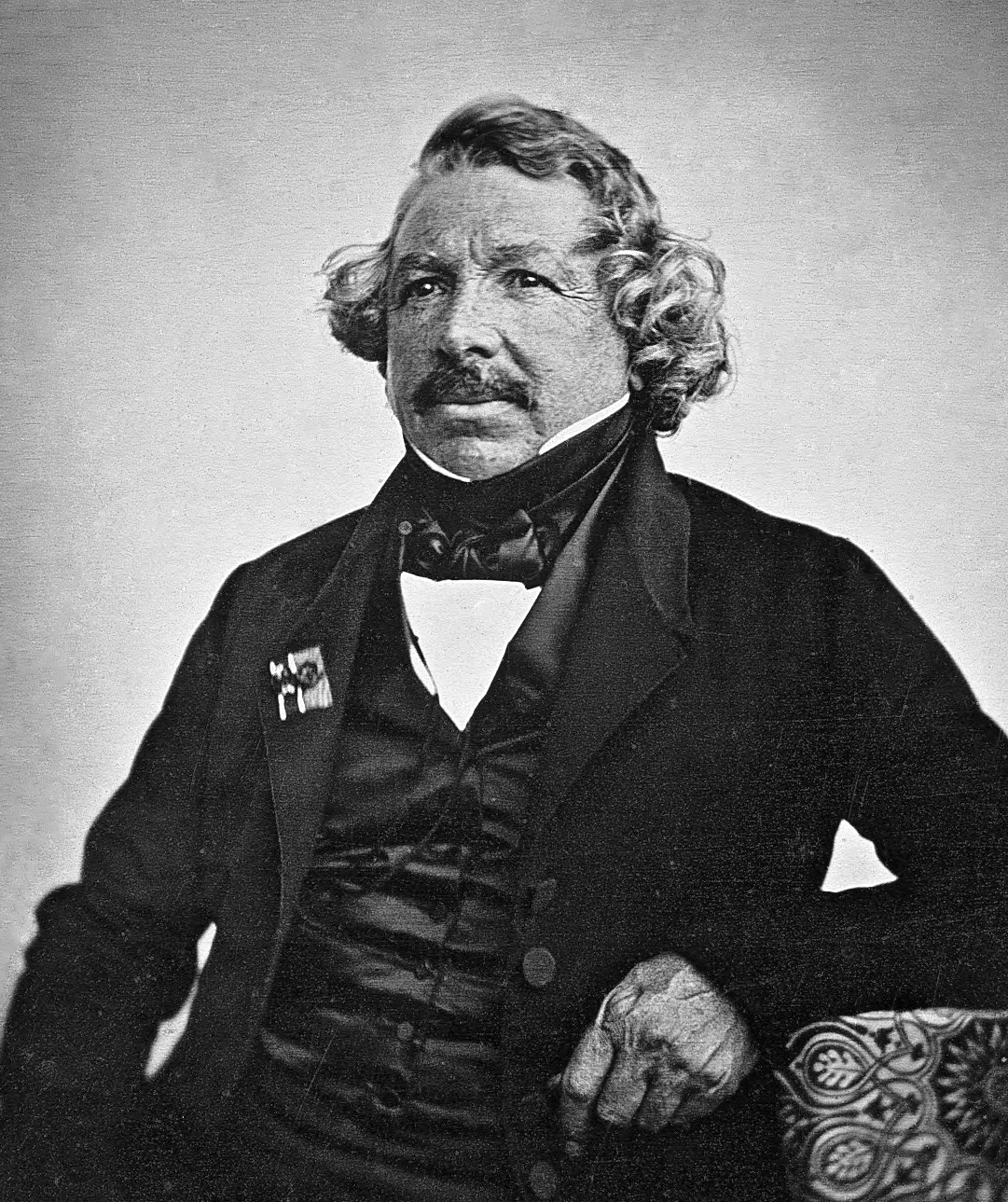
Louis Daguerre im Jahr 1844

Ihren Namen erhielt die Straße zu Ehren des Malers Louis Daguerre (1787–1851), der das erste vermarktbare fotografische Verfahren erfand: die nach ihm benannte Daguerreotypie.

## Geschichte
Gemäß dem historischen Stadtplan Plan de Roussel existierte sie bereits im Jahr 1730 als Weg in der Gemeinde Montrouge, wo sie 1863 in ihrem nördlichen Verlauf in das Pariser Straßennetz aufgenommen wurde.
Die Straße erhielt ihren heutigen Namen 1867. Vorher firmierte sie unter der Bezeichnung Rue de la Pépinière, weil sich an ihrem westlichen Ende einst die Baumschule der Enkelkinder von Jacques Philippe Martin Cels befand.
Die Straße beherbergt, vor allem im kopfsteingepflasterten Fußgängerbereich nahe der Métrostation Denfert-Rochereau, eine Vielzahl kleiner Geschäfte (vor allem Lebensmittelgeschäfte für Obst und Gemüse, Fisch, Fleisch, Käse und Wein) sowie Cafés und Restaurants, die, im Vergleich zu anderen Gegenden von Paris mit einem vergleichbaren Standard noch relativ preiswert sind. Dennoch nagt auch an der Rue Daguerre der Zahn der Zeit, was unter anderem an dem Anfang der 1990er Jahre erfolgten Abriss des ehemals überdachten Marktes in der im Osten der Straße gelegenen Fußgängerzone ersichtlich wird.
Die Rue Daguerre ist eine sehr belebte Straße, am Tag wegen ihrer zahlreichen Geschäfte und am Abend wegen der Cafés und Restaurants. Die Straße hat sich von ihrer ärmeren Vergangenheit gelöst und entwickelte sich ab den 1980er Jahren zu einer Straße des gehobenen Bürgertums.

## Sehenswürdigkeiten
Die Rue Daguerre und die Straßen in ihrer unmittelbaren Nachbarschaft haben seit jeher viele Künstler angezogen.
- Stéphane Hessel (1917–2013), ein Bewohner des Viertels, war ein langjähriger Liebhaber des 14. Arrondissements und der Rue Daguerre.
- Der Bildhauer César (1921–1998) hatte ein Atelier in der angrenzenden Rue Roger
- In einem Hotelzimmer unbekannter Hausnummer Für bereitete der anarchistische Terrorist Auguste Vaillant Anfang Dezember 1893 die Bombe vor, die er im Plenarsaal des Palais Bourbon zünden wollte.[4]
- Nr. 19: 1933 war hier der Sitz der ersten politischen Partei Algeriens, Étoile Nord-Africaine.[5] Später hatte der deutschen Maler und Grafiker Hans Hartung (1904–1989) hier sein erstes Atelier.
- Nr. 30: ein beliebter Juwelierladen[6]
- Nr. 56: Studio Daguerre[7], ein professionelles Fotostudio, das in den frühen 1970er Jahren gegründet wurde, ist historisch gesehen eines der ersten Mietstudios in Paris. Sein Ruf als führendes Modefotostudio und seine Genealogie machen Studio Daguerre zu einer historischen Adresse. Das Studio hat seit seiner Gründung viele Fotografen und Assistenten ausgebildet und hatte die Ehre, große Fotografen wie Hans Feurer, Helmut Newton, Jean-François Lepage und Peter Lindbergh sowie Models und Topmodels wie Naomi Campbell, Monica Bellucci, Dita Von Teese und Estelle Lefébure begrüßen zu dürfen.
- Nr. 63: Der griechische Bildhauer Takis hatte hier von 1967 bis 1992 sein Atelier. Auch der Maler und bildende Künstler Armand Langlois hatte hier ein Atelier von 1972 bis 1976.
- Nr. 77: Die Maler Shirley Jaffe (1923–2016) und Stanley Hayter (1901–1988) hatten dort zwei angrenzende Ateliers, die sich um den Garten gruppierten, der sich hinter einem 1970 zerstörten Herrenhaus erstreckte.
- Nr. 83: Die französische Regisseurin Agnès Varda (1928 in Brüssel-2019 in Paris) unterhielt hier ein Atelier.
- Nr. 86: Hier wohnte Agnès Varda von 1951 bis zu ihrem Tod im Alter von 90 Jahren.[8] – 1975 porträtierte sie einige ihrer Nachbarn, zumeist Inhaber kleiner Läden, in dem Film Daguerréotypen - Leute aus meiner Straße (Daguerréotypes).[9]